# جيرمان آرسينييغاس آنقويرا
جيرمان آرسينييغاس آنقويرا (بالإسبانية: Germán Arciniegas)‏ (6 كانون الأول 1900 - 30 تشرين الثاني 1999). هو مؤرخ ومؤلف وصحفي كولمبي كان معروفًا بمناصرته لقضايا تعليمية وثقافية ٍبالإضافة إلى معارضته الصريحة للأنظمة المستبدة.
كما عمل أيضًا مدرسًا جامعيًا وشغل مناصبًا في الحكومة منها وزيرًا للتعليم وسفيرًا لعدة مرات.

## عائلته
أرسينيغاس هو ابن المزارع رافائيل أرسينيغاس تافيرا وزوجته أوروا أنجويرا فيغيريدو، ولديه ثلاثة أخوة وأربعُ أخوات. توفي والده وهو صغير تارِكًا زوجته تُكافح من أجل إعالة الأسرة. كان جدُّه الأكبرلاأُمه بيرشو فيغيريدو مُقاتلاً كوبيًا عريقًا من أجل الحريّة كتب قصيدة (لا باياميسا)، وهو النشيد الوطني لكوبا. 
هربت ابنتا بيرشو من البلاد عندما أُعدم. تزوجت لوز (ابنته الصغيرة) مهندسًا كوبيًا انتقل إلى كولومبيا للمساعدة في بناء خط السكك الحديدية، وهناك في وسط مخاطر الغابة ولدت والدة جيرمان. 
أوائل حياته
بدأ جيرمان آرسينييغاس آنقوير بدراسة القانون في سن الثامنة عشرة في الجامعة الوطنية في كولومبيا، وكان في ذلك الوقت قد أنشأ مجلتين هما آنيو كينتوأي «السنة الخامسة» 1916، ومجلة فوس دي لا خوفنتود أي «صوت يوفينتوس» عام 1917. وبينما كان طالبًا قام بتأسيس وإدارة مجلة يونيفيرسيداد أي «الجامعة» في عام 1921. تعاون مع العديد من الشخصيات المعروفة في الدوريات الثلاثة جميعها، ومنهم: لويس لوبيز دي ميسا وخوسيه فاسكونسيلوس وليون دي غريف وخوسيه خوان تابلادا الذي أدخل (شعر الهايكو) في الأدب الإسباني عبر مجلة الجامعة. 
قاده حبه للصحافة إلى إنشاء العديد من المجلات الثقافية وإدارتها طوال حياته. وفي عام 1928 انضم إلى صحيفة إل تيمبو أي «الوقت»، وهي صحيفة يومية في بوغتا، حيث أدار قسم التحرير وجمع الملحق الأدبي التقليدي ليوم الأحد وكتب عامودًا أسبوعيًا فيها ليُصبح المدير العام عام 1937 وقد واصل مساهمته في المقالات ومقالات الرأي في صحيفة ال تيمبو لبقية حياته، مُصرحًا بموقفه المناهض لعصابات تهريب المخدرات الماركسية وسياسات الهجرة القصرية.
أسس اتحاد الطلاب الكولومبيين بمساعدة كارلوس بيليسر. وقد عارض الاتحاد نفوذ اليسوعيين في جامعات البلاد وعقد كرنفالات للطلاب أوشكت على إثارة أعمال الشغب. وأوشك أن يقتل عندما مرت جانب رأسه رصاصة كادت تلامسه أثناء مسيرة طلابية. وقد ساعد نشاطهم في نهاية المطاف على إنهاء قبضة حزب المحافظين على الحكومة، وفي عام 1933 أدى إلى تمرير الإصلاحات الجامعية، والتي أعطت الطلاب الحق في انتخاب رؤسائهم الخاصين، ومكنتهم من الحصول على ممثلٍ في الهيئة التشريعية ليدافع عنهم وقد شغل أرسينيغاس هذا المنصب لبعض الوقت. وبالنسبة له كان الطلاب هم المحور الذي دارت حوله جميع الحركات السياسية والفكرية عبر التاريخ. وأدى هذا إلى ظهور كتابه الأول بعنوان El Estudiante de la Mesa Redonda أي «طلاب الطاولة المستديرة» عام 1932، والذي يتحدث فيه عن التاريخ باعتباره حانة، حيثُ يجلس الطلاب فيها على طاولة واحدة يشربون ويسردون أفعالهم ويضحكون على الجميع.

## وظائفه اللاحقة
واصل نضاله من أجل حقوق الطلاب خلال فترات عمله القصير بدوره وزيرًا للتعليم في الأعوام 1942 و1945 – 1946. 
وخلال هذا الوقت أسس معهد كارو وكويرفو ونقل المُتحف الوطني الكولومبي إلى المقر الحالي وهو مبنىً لسجنٍ سابق. وفي أثناء الحرب العالمية الثانية كان يدعم تقديم العون والمأوى لللاجئين، وكان هذا مُعارضًا بالنسبة للوبيز دي ميسا، وزير الشؤون الخارجية الذي منع دخول اليهود إلى كولومبيا. وبسبب عودة هذه الأيديولوجية المُحافظة في الأربعينات، شعرَ أرسينيغاس أنهُ وعائلته في خطر وانتقلوا إلى الولايات المتحدة، مُستفيدًا من عرض للتدريسِ في جامعة كولومبيا.
عاش في نيويورك لمدة عشر سنوات (1947-1957). وفي هذا الوقت كتب كتابه الأكثر أهمية والذي حظر لمعظم الوقت Entre la Libertad y el Miedo أي«بين الحُرية والخوف» عام 1952.و يُحلل هذا العمل فترة حَرِجة في تاريخ أمريكا اللاتينية، أثناء تسلم سبعة ديكتاتوريين السلطة في الوقت ذاته. وانتقد أيضًا وزارة الخارجية في الولايات المتحدة لسلوكها التصالحي تجاه هذه الأنظمة، ونتيجة لذلك جرى اعتقاله لاستجوابه عدّة مرات بعد عودته من رحلات للخارج. وقد جرى حظر نشر الكتاب وترجمته في ما لا يقل عن عشرة دول. وقد اتهم الجنرال غوستافو روخاس بينيلا أرسينيغاس بانتمائه للشُيوعيين وأمر بإحراق كُتبه جميعها. وقد وضع رافائيل تروجيلو، دكتاتور جمهورية الدومينيكان أرسينيغاس على قائمة تضم الذين ينوي اغتيالهم. 
وفيما يخص الثقافة، فقد سعى أرسينيغاس إلى تحقيق واستدامة التآلف بين السكان الأصليين والسكان الأوروبيين. 
وكان هذا النهج هو القوة الدافعة وراء أنشطته الدبلوماسية والسياسية كلها. 
شغل منصب نائب القنصل في لندن 1929، ومستشارًا في السّفارة الكولومبية في الأرجنتين 1940، وسفيرًا في إيطاليا 1959 وإسرائيل 1962 وفنزويلا 1966 وفي الكرسي الرسولي عام 1976. وفي هذه المناصب جميعها، كان مدافعًا عن فن أمريكا وثقافاتها، والذي برأيه يمتد من ألاسكا إلى باتاغونيا. وفي عام 1992 جرى تعيينه رئيسًا للجنة الوطنية للاحتفال بالذكرى الخمسُمائة لاكتشاف أمريكا. وجرى فصله على يد السيدة الأولى (آنا ميلينا مونيوز دي جافيرا)، التي تولت اللجنة بنفسها، وهو إجراء أثار الكثير من الجدل. 

## الجوائز والتشريفات
•وسام الاستحقاق من الجمهورية الإيطالية (1962) 
•جائزة ماريا مورس كابوت (1963) 
• جائزة ألفونسو رييس الدولية (1994). 
•عضو فخري في الأكاديمية المكسيكية للغة (1949). 
•دكتوراه فخرية في كلية العلوم الإنسانية والتعليم بجامعة ناسيونال بيدرو هنريكيز أورينيا (1984 – يو أن بي اتش يو). 

## قائمة من أعماله
أعماله المُدرجة باللغة الإنجليزية: 
• فارس الدورادو: حكاية دون جونزالو خيمينيز دي كيسارا وغزو غرناطة الجديدة، ترجمها ميلدريد آدامز ونشرتها فايكنغ برس (1942). 
• الألمان في غزو أمريكا: مُجازفة القرن السادس عشر، ترجمه آنجل فلورس ونشرته دارماكميلان (1943). 
• دولة أمريكا اللاتينية: عشرون دولة بين الحُرية والخوف، ترجمه هارييت دي أونيس وو نشرته دارنوبف (1952). 
•أمريكا اللاتينية: تاريخ ثقافي، ترجمه جوان ماكلين ونشرته دار نوبف (1967). 
•أمريغو والعالم الجديد: حياة أميريغو فيسبوتشي وزمانه، ترجمه هارييت دي أونيس ونشرته دارأكتاغون (1978). 
• أميركا في أوروبا: تاريخ العالم الجديد من النهاية إلى البداية ترجمه غابرييلا آرسينيغاس وفكتوريا آرانا ونشرته دار هاركورت 
البحر الكاريبي: بحر العالم الجديد ترجمه هارييت دي أونس ونشرته ماركوس فينرISBN 1-55876-312-0

- باللغة الإسبانية: 
•طلاب الطاولة المستديرة، إرسيلا (1937). 
El Estudiante de la Mesa Redonda, Ercilla 1937 
•لوس كومونيروس، افتتاحية إيه بي سي (1938) 
Los Comuneros, Editorial ABC 1938 
• هذا الشعب الأمريكي، صندوق الثقافة الاقتصادية (1945) 
Este Pueblo de América, Fondo de Cultura Economica 1945 
•أمريكا السحرية، الرجال والأشهر (1961) 
América Mágica. Los Hombres y los Meses, Sudamericana 1961 
• أمريكا السحرية، المرأة والساعات (1961)
América Mágica. Las Mujeres y las Horas, Sudamericana 196

## روابط خارجية
- جيرمان آرسينييغاس آنقويرا على موقع الموسوعة البريطانية (الإنجليزية)